# 精勤章
精勤章（せいきんしょう、service stripe）とは、政府や軍隊、公共機関などが職員の精勤を表彰するために授与する記章（栄章または臂章）のことをいう。年功章とも称する。形状は線や矢羽で、勤続およそ5年毎に1本授与され制服に着用する資格が与えられる。

## 政府における精勤章

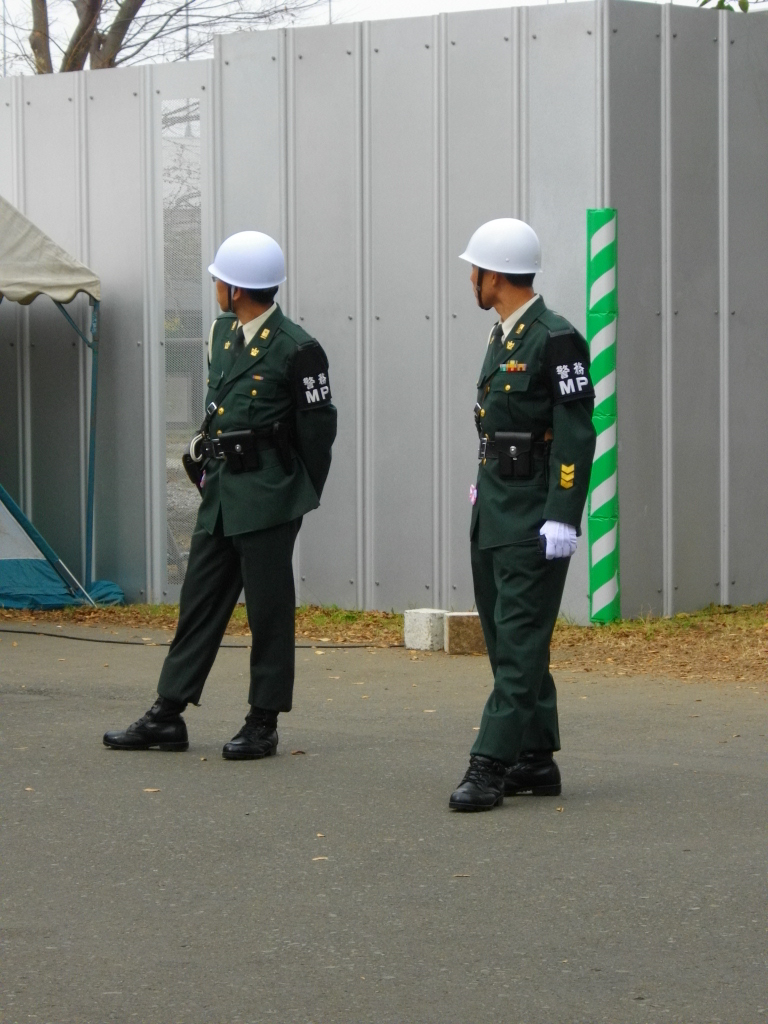
陸上自衛官の精勤章　右の警務官の左腕に付いている。太い山線が1本で10年、細い山線が1本で2年を表す。つまりこの警務官は陸曹で勤続30年目

日本政府における精勤章の授与の代表的な例としては農林水産省の地方に設置された管理局において勤務する国有林野事業職員に対しするものが挙げられ、勤続20年で二級精勤章、勤続30年で一級精勤章を授与している。
その他には、陸上自衛隊、海上自衛隊、航空自衛隊においても部隊隷下の自衛官に対する表彰として精勤章を授与している。各自衛隊における精勤章は自衛隊法施行令及び自衛隊法施行規則にその定めを置き、以下の規則において精勤章被授与者選考基準等を定めている。自衛隊では当該基準に基づき序列名簿が作成され、幕僚監部の課長、地方総監部の課長、班長または課長精勤章被授与権者の指定を受けた自衛官がこれを授与している。
戦前の大日本帝国陸軍においても同じく精勤章が存在し、授与区分は成績優秀者たる兵であった（受章者が下士官―徴用・志願者ではない職業軍人―になると佩用できないので返上される）。自衛隊および帝国陸軍の精勤章に相当するものとして、海軍では名称と授与・佩用区分が異なる善行章が存在した。

### 市町村・消防機関における精勤章
その他、地方公共団体における精勤章表彰としては、都道府県や市町村、消防本部、消防協会、消防団などが消防吏員、消防団員を表彰するためにその定めを置き、表彰記章または制服の肘部分に縫い付ける臂章としてこれを授与している。なお、特別区消防団などでは、精勤章ではなく優良章として定めている例がある。

## 少林寺拳法における精勤章
少林寺拳法では年少部の拳士に対し、段級における昇段・昇級及び修行年数に応じて精勤章（袖章）の使用が認められる。
- 一級三年精勤
- 二級三年精勤
- 三級三年精勤
- 三級二年精勤
- 三級一年精勤
- 四級三年精勤
- 四級二年精勤
- 四級一年精勤